# Frölundagymnasiet

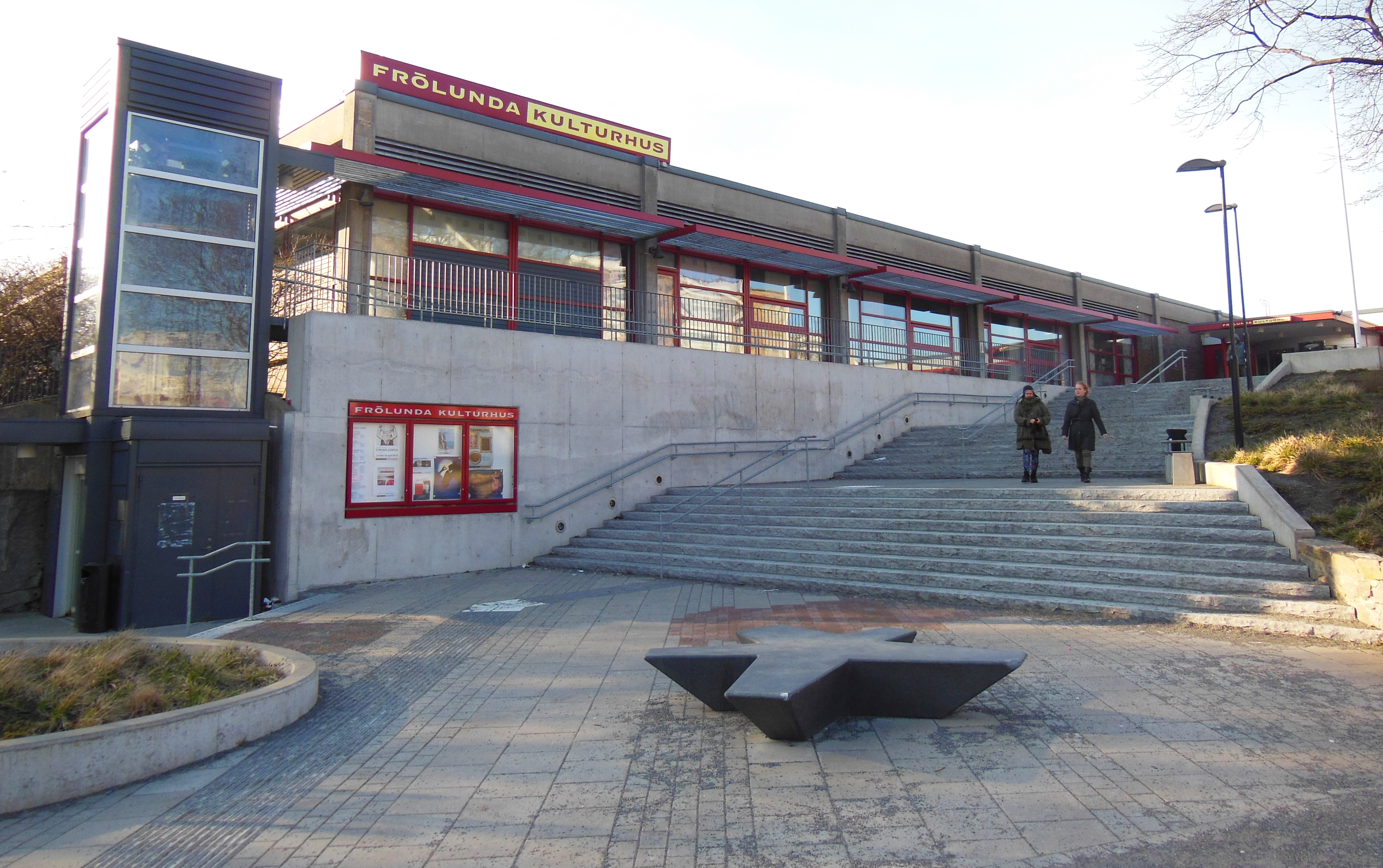
Delar av Frölundagymnasiet och Frölunda kulturhus var inrymda i samma byggnadskomplex.

Frölundagymnasiet/Högskola var en gymnasieskola belägen i Västra Frölunda i Göteborgs kommun. Den var 2003 den tredje största gymnasieskolan i Göteborgs kommun. Den lades ner efter vårterminen 2010.

## Historik
Frölundagymnasiet var länge en av Göteborgs största gymnasieskolor i antalet elever. 2003 var man den tredje största gymnasiekolan i kommunen, med ett primärt upptagningsområde som täckte Askim, Högsbo, Frölunda, Tynnered och Älvsborg.
Till stor del som ett resultat av det fria skolvalet minskade dock successivt elevantalet i skolan under 00-talet. Vårterminen 2010 fanns endast cirka 30 procent av en tidigare elevmängen kvar, och man tvangs efter våren lägga ner verksamheten.
Skolan hade cirka 1 400 elever i maj 2007, cirka 1 000 i mars 2009 och i januari 2010 bara drygt 400 elever.
Sista studenten för Frölundagymnasiet ägde rum den 27 maj 2010, då 11 klasser tog studenten.

## Program
- Samhällsvetenskapsprogrammet
- Naturvetenskapsprogrammet
- Handelsgymnasiet
- Handels- och administrationsprogrammet
- Multimediaprogrammet
- Teknikprogrammet
- Friidrottsgymnasiet
- Basketgymnasiet

### Sportinriktade
- Basket
- Handboll
- Fotboll
- Ishockey
- Beachvolleyboll
- Dans
- Innebandy
- Friidrott